# 広瀬橋 (大分市)
広瀬橋（ひろせばし）は、大分県大分市の大分川に架かる橋である。大分市道古国府津守線の一部を構成する。

## 沿革
滝尾方面から現在広瀬橋がある場所を通って富岡、曲を経て東稙田方面に至る道は、日向街道（戸次街道）と呼ばれた古くからの主要道で、かつては古国府の渡しと呼ばれる渡し船があった。明治に入ると国道36号に指定され、木造の橋が架けられたが小さな橋でたびたび流失したといい、明治時代末期になってようやく幅9尺（約2.7m）の橋が架けられた。1931年（昭和6年）に新しい橋に架け替えられた時に、府内藩の財政の立て直しに貢献した日田の豪商広瀬久兵衛の業績を記念して、広瀬橋と名付けられた。国道36号は、国道3号を経て、1952年（昭和27年）12月4日に新道路法に基づく路線指定で国道10号となり、1960年（昭和35年）5月12日にこの橋の上流に府内大橋が開通したため、広瀬橋を通る路線は国道10号の旧道となった。
現在の広瀬橋は、1990年（平成2年）1月8日に開通したもので、欄干には南蛮船や大分市の花であるサザンカがデザインされている。
大分市道古国府津守線は、この橋の右岸側で下郡バイパス（都市計画道路萩原鬼崎線）、左岸側で国道10号と接続しているため、この橋は交通量が多く、2013年（平成25年）に「地域の主要渋滞箇所」に選定されている。